# Babe Ruth
George Herman Ruth (6. februar 1895 – 16. august 1948) eller Babe Ruth var en af de bedste baseballspillere i sportens historie. Han begyndte at spille for Boston Red Sox, men blev solgt til New York Yankees i en af verdens mest berømte spillerhandler. Hans udfarende livsstil tiltrak stor opmærksomhed uden for banen og han blev en af USA's første superstjerner.
Babe Ruth satte et utal af rekorder i sine 22 sæsoner i Major League Baseball, og selvom næsten alle er slået, betragtes han generelt som den bedste baseballspiller nogensinde. Hans nyskabende, styrkeorienterede spillestil sendte chokbølger gennem baseballverdenen. Efter at have trukket sig tilbage i 1935 var han blandt de fem første spillere, der blev valgt ind i Baseball Hall of Fame.

## Livshistorie

### Barndom
Babe Ruth blev født i Baltimore i Maryland i USA. Hans forældre ejede en bar, som familien boede i. Allerede fra en tidlig alder viste Babe sig at være noget af en gavtyv, og han tillagde sig hurtigt alkohol- og tobaksvaner. I et desperat forsøg på at afrette sønnen satte forældrene ham i en katolsk skole, hvor han hurtigt lærte at respektere disciplinen, men vigtigst af alt: han blev i skolen introduceret for baseball.
Babe lagde ud som skoleholdets catcher (se baseball), men gik snart over til at være en talentfuld pitcher. I 1914 blev han opdaget af Jack Dunn, ejeren af holdet Baltimore Orioles, med hvem Ruth skrev kontrakt. "Dunns Babe" viste fantastiske evner i de lavere divisioner, men som følge af økonomiske problemer blev Orioles nødt til at sælge Ruth til Boston Red Sox.

### Årene med Red Sox
Babe fik sin Major League-debut i 1914, men fik først i 1915 fast plads på holdet. Han var meget succesfuld som pitcher, og i sæsonerne 1915, 1916 og 1917 fik han hhv. 18, 23 og 24 wins (se baseballstatistikker). Imidlertid viste han også et usædvanlig godt boldøje med et bat i hånden og bidrog væsentligt til holdets offensiv. I 1918 slog han 11 home runs. det var bedst i hele ligaen, på trods af at han ikke spillede hver dag. Da Ruth var mere interesseret i at batte, begyndte han efterhånden at spille flere kampe som outfielder, og i 1919 var han stort set færdig som pitcher.
Boston Red Sox var i disse år en magtfaktor inden for Major League Baseball, og Ruth hjalp til med at vinde tre World Series-mesterskaber. Imidlertid begyndte Babe, der ikke satte sit lys under en skæppe, at komme dårligt ud af det med holdets træner. Desuden havde Ruths byture og umættelige appetit på junkfood sat sit præg på hans krop, uden at baseballevnerne dog tog skade.
Efter at have sat en ny rekord med 29 home runs i 1919 forlangte Ruth en stor lønforhøjelse. Ejeren af Red Sox, Harry Frazee, solgte det talentfulde problembarn til rivalen New York Yankees, der hidtil ikke havde haft succes i ligaen. Det famøse salg sendte Red Sox ud i en krise. Fra 1920 til 1934, hvor Ruth var yankee, var Boston ligaens dårligste hold. Desuden vandt de ikke flere World Series-titler før 2004, hvor Red Sox endelig brød Bambino-forbandelsen ("Bambino" var endnu et af Ruths kælenavne).

### Storhedstid med Yankees
På banen begyndte Babe Ruth hurtigt at betale den store transfersum tilbage. Hans første sæson for Yankees blev revolutionerende: 54 home runs, en batting average på 0,376 og en slugging percentage på 0,847 (sidstnævnte forblev rekord, indtil Barry Bonds forbedrede den i 2001). At Ruth var så langt foran alle andre baseballspillere, understreges af det faktum, at han egenhændigt slog flere home runs end alle andre MLB-hold tilsammen (bortset fra Philadelphia Phillies med 64). Hans hold, New York Yankees, var for første gang med i kampen om ligamesterskabet, men i sidste ende måtte de vige for Cleveland Indians.
Ganske mirakuløst lykkedes det Ruth at overgå sig selv i 1921-sæsonen. Hans præstationer dette år betragtes som den bedste sæson for en batter nogensinde. Han slog 59 home runs, havde en batting average på 0,378 og en slugging percentage på 0,846. Desuden blev det til 457 total bases, hvilket stadig er sæsonrekord. Takket være Ruth, en række andre gode battere og kvalitetspitching vandt Yankees holdets første ligamesterskab nogensinde. De tabte dog World Series til New York Giants, delvist som følge af en albueskade, som Ruth pådrog sig.
Det var også i 1921, at Babe indvilgede i at lade sig teste videnskabeligt på Columbia University. Her blev det slået fast, at da han blev udsat for blinkende lys i et mørkekammer, reagerede hans øjne 20 millisekunder hurtigere end normale mennesker. Dette bekræftede, hvad hele nationen havde vist: Ruth var født til at batte.
Året 1922 blev et skuffende år for Ruth. På hjemmefronten havde han problemer med konen Helen, der ikke var vild med mandens stjernestatus og det dertil hørende mediecirkus. Han blev suspenderet i sæsonens første seks uger efter at have brudt et forbud mod at spille opvisningskampe. Da han endelig kom på banen igen, fik han yderligere tre mindre karantænestraffe i løbet af sæsonen for at brokke sig over dommerkendelser. Alt i alt gik han glip af mere end 40 kampe, og battingstatistikkerne faldt dramatisk (selvom han stadig slog 35 home runs). New York Yankees holdt dog ud og genvandt ligamesterskabet, men tabte igen til Giants i en World Series, hvor Ruths optræden skrabede bunden.
I 1923 tog Babe revanche med 41 home runs og en batting average på hele 0,393. Han var den bedste i ligaen i næsten alle offensive statistikker. Yankees fik bygget et nyt stadion, Yankee Stadium, som mange mente, var specialdesignet til Ruth. Som venstrehåndet batter passede den korte afstand til den højre del af outfieldmuren nemlig perfekt med hans sving. Imidlertid slog han faktisk flere home runs på udebane i de efterfølgende sæsoner. Ruth ledte Yankees til endnu en ligatitel og endelig også en World Series-sejr over Giants.
Ruths 1924-sæson svarede statistisk set til 1923 med lidt flere home runs (46), men lidt lavere batting average og slugging percentage. I 1925, under Yankees' indledende træningspas før sæsonstarten, blev Ruth alvorligt syg med mavekramper og feber. Lægerne mente, han led af en tarminfektion, men i aviserne blev der spekuleret i, om han led af gonorré som følge af Babes udsvævende natteliv. Han tabte sig væsentligt under rekonvalescensen og kom først tilbage en tredjedel inde i sæsonen. Det blev et dårligt år for Ruth såvel som for Yankees, der endte næstsidst i ligaen.
I 1926 var Ruth fast besluttet på at vende tilbage til sin tidligere form, hvilket han også gjorde med bravur, da han igen var bedst i ligaen målt på antal home runs, RBI og slugging percentage. Holdet kom sig også over det foregående års skuffelse og vandt ligaen. I World Series tabte de imidlertid til St. Louis Cardinals i den syvende og sidste kamp. Nederlaget i den sidste match var til dels Babes skyld, da han blev fanget i forsøget på at stjæle 2. base i 9. inning.
1927-versionen af New York Yankees var et af de bedste hold, baseball nogensinde har set. Holdet var så skræmmende stærkt, at det blev kaldt "Murderers' Row", og hele seks af holdets spillere skulle senere blive indlemmet i Baseball Hall of Fame. Ruth var atter fænomenal og satte home run-rekord, denne gang med det magiske 60. Hans batting average var 0,356 med 164 RBI, men det var holdkammeraten Lou Gehrig, som blev den helt store sensation. Yankees vandt som ventet World Series over Pittsburgh Pirates.
I 1928 fortsatte Yankees og Ruth takterne fra det foregående år, vandt ligaen og dominerede fuldstændig World Series mod Cardinals. Babe havde en fantastisk World Series, hvor hans batting average var 0,625 (stadig rekord).

### Karrieren går på hæld
I 1929 blev Ruth skilt fra sin kone, Helen, der døde kort tid efter. Babe forelskede sig i Claire, som var enke, og de to blev gift samme år og holdt sammen resten af hans liv.
Fra 1929 til 1931 kollapsede Yankees' pitching, og selvom offensiven holdt ved, blev det derfor ikke til flere mesterskaber. Ruth var stadig stjernen over dem alle. I 1930 var hans årsløn 80.000 $, hvilket var mere, end USA's præsident Herbert Hoover tjente. Til dette svarede Ruth: "Hvorfor ikke? Jeg havde en bedre sæson, end han havde."
1932 blev en sæson, hvor New York Yankees vendte tilbage til den tidligere dominans og vandt ligaen i fin stil. Ruth havde igen et formidabelt år med battet i hånden; det skulle blive hans sidste store sæson. I World Series mødte Yankees Chicago Cubs, der var kendt for solid pitching. På trods af dette leverede Yankees en magtdemonstration og vandt i fire kampe, mest takket være Lou Gehrig. Ruth skrev sig endnu en gang ind i baseballhistorien: I den tredje kamp skulle han efter sigende beslutsomt have peget ud mod outfieldmuren, før der blev pitchet til ham, hvorefter han resolut skød en home run i den retning. Der er senere blevet spekuleret i, hvad Ruth egentlig pegede på, men uanset forholdene hænger hændelsen fast i mange amerikaneres bevidsthed.
Babe havde en rimeligt produktiv sæson i 1933 med 34 home runs og en batting average på 0,301, men det var langt under hans sædvanlige standard. I det første All-Star Game nogensinde slog han en home run.
1934 var én lang rutsjetur for Ruth. Han sluttede sæsonen med 22 home runs og en batting average på skuffende 0,288. Det var klart for alle, at 1934 måtte være Ruths sidste år som Yankee.
I 1935 blev han solgt til Boston Braves og stod i sin første kamp for alle holdets fire runs, men derefter gik det igen nedad. Ruth kom op at skændes med holdejeren, gik glip af en del kampe som følge af skødesløshed og endte med at pådrage sig en knæskade. Den 1. juni 1935 stoppede han karrieren.

### Livet som pensioneret
I 1936 blev Babe Ruth valgt ind i det nystartede Baseball Hall of Fame som en af de fem første spillere.
De følgende år medvirkede han i forskellige velgørenhedsarrangementer og spillede småroller i et par film.
I 1946 begyndte Ruth at føle smerter over sit venstre øje, og lægerne kunne konstatere, at han havde en kræftsvulst i halsen. Han røg ind og ud af hospitalet og døde i 1948. Hans kiste blev opstillet i Yankee Stadium, og på to dage gik mere end 200.000 mennesker forbi den i respekt for den afdøde.

## Arven efter Babe Ruth
Da Ruth lagde battet på hylden, var han indehaveren af en næsten endeløs række rekorder. Hans 714 home runs var mere end det dobbelte af, hvad den nærmeste konkurrent (Lou Gehrig) kunne fremvise. De fleste af rekorderne blev slået i løbet af de følgende årtier, men sammenlagt – og særlig i historisk kontekst – er Ruths tal enestående. Da Hank Aaron slog sin 715. home run i 1974, betragtede mange det som helligbrøde, at den legendariske Ruth måtte henvises til andenpladsen.
Hele nationens "Babe" var en af hovedårsagerne til, at baseball fuldstændig skiftede karakter i 1920'erne. Starten på århundredet blev kaldt the dead-ball era, og pitcherne havde klart overtaget over for batterne. Fra trænerens side var der mere fokus på at få sendt bolden sikkert i spil og at komme på base, men det ændrede Ruth med sit fulde sving og sine mange home runs. Endvidere blev reglerne ændret, så det nu ikke længere var tilladt for pitcheren at spytte på bolden før kastet, hvilket gjorde pitchets bevægelse mere forudsigelig. Personificeret af Babe Ruth blev 1920'erne en livlig æra for baseball med mange flere runs og hits, heraf navnet the live-ball era.